# Texhoma (Texas)
Pour les articles homonymes, voir Texhoma.
Texhoma est une ville américaine du centre-sud des États-Unis située dans l'État du Texas, dans le comté de Sherman, à la frontière avec l'Oklahoma. Elle compte 346 habitants.

## Géographie
Texhoma se situe dans le centre-sud des États-Unis, à l’extrême nord de l'État du Texas, dans le comté de Sherman. Elle est frontalière de la ville de Texhoma (Oklahoma) et la ville fantôme de Sunray (Texas).

## Démographie
| Groupe            | Texhoma | Texas | États-Unis |
| ----------------- | ------- | ----- | ---------- |
| Blancs            | 90,2    | 70,4  | 72,4       |
| Autres            | 6,9     | 14,4  | 11,2       |
| Métis             | 1,7     | 2,7   | 2,9        |
| Afro-Américains   | 0,9     | 11,9  | 12,6       |
| Amérindiens       | 0,3     | 0,7   | 0,9        |
| Total             | 100     | 100   | 100        |
|                   |         |       |            |
| Latino-Américains | 21,7    | 37,6  | 16,7       |

Selon l'American Community Survey, pour la période 2011-2015, 85,24 % de la population âgée de plus de 5 ans déclare parler l'anglais à la maison, alors que 14,76 % déclare parler l'espagnol.

## Météorologie
Texhoma possède le climat du centre des États-Unis c'est-à-dire un climat continental avec hivers froids et sec et des étés chauds et secs.

## Enseignement
Texhoma a une école, la Texhoma Independent School.